# Abbaye Saint-Martin d'Auchy
L'abbaye Saint-Martin d'Auchy est une ancienne abbaye d'hommes, située à Aumale, dans le département de Seine-Maritime, en Normandie.

## Historique
Établie sur une terrasse dominant la vallée de la Bresle, une collégiale est fondée sous le vocable de Saint-Martin, à la fin du Xe siècle par le comte Guérinfroy, puis transformée en prieuré. La collégiale aurait été fondée, vers 1054-1055, par Adélaïde, fille d'Herleua, demi-sœur du Bâtard, sœur de Robert et d'Odon.
L'abbé Helgot de Saint-Ouen atteste la confirmation ducale de la concession d'Auchy à l'abbaye Saint-Lucien de Beauvais le 14 juillet 1096 par Étienne d'Aumale. Elle est érigée en 1130 en abbaye par la charte d'Hugues d'Amiens, archevêque de Rouen, à la demande du comte Guillaume d'Aumale.
En 1220, l'abbaye se lie à l'abbaye Saint-Michel du Tréport.
En 1704, après bien des vicissitudes, elle est incorporée à la Congrégation de Saint-Maur. Vendue comme bien national à la Révolution, l'abbatiale et de nombreux bâtiments sont détruits. À l'abandon pendant de nombreuses années, elle est rachetée en 2009 par Bernard Petit, pharmacien.

## Description
Il subsiste aujourd'hui une tour ronde en brique flanquée d'une tourelle d'escalier, vestige de la maison abbatiale, édifiée au début du XVIe siècle ainsi qu'un ancien bâtiment conventuel, comprenant la salle des hôtes, cuisine, réfectoire et chapitre, surmonté de l'étage du dortoir, réalisé par les mauristes au début du XVIIIe siècle. Il subsiste également l'emprise du cloître, de l'ancienne église ainsi que les terrasses avec leurs murs. Les vestiges d'une chapelle de Sainte-Clotilde sont toujours visibles

## Protection
L'ancienne abbaye — qui comprend le bâtiment conventuel, le cloître, les terrasses, les vestiges des églises abbatiales avec les sols des parcelles BI 4, 5, 12, 14, 16, 18 et l'ensemble des murs — fait l'objet d'une inscription au titre des monuments historiques par arrêté du 28 septembre 2010.
En janvier 2021, la protections est étendue aux terrasses, vestiges des murs et porte d'enceinte, de la tour vestige du logis abbatial du XVIe siècle avec la cave contemporaine.

## Liste des abbés
- no 1, 1130 - vers 1135 : Foulque, moine de Saint-Lucien de Beauvais
- no 2, vers 1135/1138 - après 1144 : Noël (Natalis), moine de Saint-Lucien ou d'Auchy
- no 3, vers 1152 - après 1157 : Pierre Ier
- no 4, - 1162 : Foulque II
- no 5, avant 1178 - : Guillaume
- no 6, avant 1190 - après 1204 : Robert
- no 7, vers 1209 -1212 : Martin de Rivery
- no 8, vers 1219-1230 : Richard
- no 9, vers 1237-1244 : Guilbert
- no 10, 1250 : Herbert
- no 11, 1259 : Gauthier
- no 12, 1269 - 1273 : Guillaume II
- no 13, 1274 - 1319 : Hugues
- no 14, 1322 : Simon Lelong
- no 15, 1338 : Adam Richard
- no 16, 1356 : Jean Lardant
- no 17, 1358 - 1359 : Jean d'Illoys
- no 18, 1379 : Aubert le Fourrier
- no 19, 1390 : Eustache
- no 20, N - 1401 : Osbert Domyer
- no 21, 1401 - 1402 : Martin II
- no 22, 1417 - 1456 : Raoul Le Chevalier
- no 23, 1458 : Richard II
- no 24, 1466 : Raoul II ou III
- no 25, 1467 - 1472 : Thomas Buril
- no 26, 1473 - 1503 : Pierre II Roussel
- no 27, 1504 - 1505 : Pierre III Le Roux de Tilly
- no 28, 1517 - 1532 : Guillaume Leroux de Tilly, premier abbé commendataire
- no 29, 1533 - 1534 : Jean II du Bellay (évêque de Paris)
- no 30, 1536 - 1541 : Philippe d'Ugny
- no 31, 1541 - 1550 : Jean-Baptiste Juvénal des Ursins
- no 32, 1550 - 1561 : Nicolas Leroux de Tilly
- no 33, 1581 - 1589 : Claude de Lorraine, dit le chevalier d'Aumale
- no 34, 1597 - 1623 : Guillaume Du Nozet (en) alias du Brocq, vice-légat d'Avignon
- no 35, 1623 - 1660 : Edmond ou Aimé du Brocq de Nozet, neveu du précédent
- no 36, < 1683 : Geoffroy-Alexandre de Bevent de Senas de Gerenty
- no 37, - 1690 : Guillaume Amfrye de Chaulieu, résigne
- no 38, 1690 - après 1698 : Pierre de l'Espine, conseiller du roi au parlement de Rouen, chanoine de Rouen
- no 39, 1711 - 1727 : Édouard Colbert de Turgis
- no 40, 1729 - 1747 : Audomare Jolly de Fleury
- no 41, 1756 - 1780 : Pierre Côme de Savary de Brèves, qui résigne
- no 42, 1780 : M. de Poix, comte de Lyon
- dernier abbé à la Révolution : ...